# Microlepadidae
Microlepadidae zijn een familie van rankpootkreeften.

## Geslachten
De volgende geslachten zijn bij de familie ingedeeld:
- Microlepas Hoek, 1907[1]
- Rugilepas Grygier & Newman, 1991